# Liste des députés de la préfecture de Tochigi
Cette page liste les membres de la Chambre des représentants du Japon élus dans les circonscriptions de la préfecture de Tochigi.

## 41elégislature(1996-2000)
Au cours de la 41e législature, les députés de la préfecture de Tochigi furent les suivants :
| Circonscription | Député | Député             | Parti politique |
| --------------- | ------ | ------------------ | --------------- |
| 1re             |        | Hajime Funada (ja) | SE              |
| 2e              |        | Kōya Nishikawa     | PLD             |
| 3e              |        | Yoshimi Watanabe   | PLD             |
| 4e              |        | Tsutomu Satō       | PLD             |
| 5e              |        | Toshimitsu Motegi  | PLD             |

## 42elégislature(2000-2003)
Au cours de la 42e législature, les députés de la préfecture de Tochigi furent les suivants :
| Circonscription | Député | Député                | Parti politique |
| --------------- | ------ | --------------------- | --------------- |
| 1re             |        | Hiroko Mizushima (ja) | PDJ             |
| 2e              |        | Kōya Nishikawa        | PLD             |
| 3e              |        | Yoshimi Watanabe      | PLD             |
| 4e              |        | Tsutomu Satō          | PLD             |
| 5e              |        | Toshimitsu Motegi     | PLD             |

## 43elégislature(2003-2005)
Au cours de la 43e législature, les députés de la préfecture de Tochigi furent les suivants :
| Circonscription | Député | Député             | Parti politique |
| --------------- | ------ | ------------------ | --------------- |
| 1re             |        | Hajime Funada (ja) | PLD             |
| 2e              |        | Mayumi Moriyama    | PLD             |
| 3e              |        | Yoshimi Watanabe   | PLD             |
| 4e              |        | Tsutomu Satō       | PLD             |
| 5e              |        | Toshimitsu Motegi  | PLD             |

## 44elégislature(2005-2009)
Au cours de la 44e législature, les députés de la préfecture de Tochigi furent les suivants :
| Circonscription | Député | Député             | Parti politique |
| --------------- | ------ | ------------------ | --------------- |
| 1re             |        | Hajime Funada (ja) | PLD             |
| 2e              |        | Mayumi Moriyama    | PLD             |
| 3e              |        | Yoshimi Watanabe   | PLD             |
| 4e              |        | Tsutomu Satō       | PLD             |
| 5e              |        | Toshimitsu Motegi  | PLD             |

## 45elégislature(2009-2012)
Au cours de la 45e législature, les députés de la préfecture de Tochigi furent les suivants :
| Circonscription | Député | Député                  | Parti politique |
| --------------- | ------ | ----------------------- | --------------- |
| 1re             |        | Hisatsugu Ishimori (ja) | PDJ             |
| 2e              |        | Akio Fukuda (ja)        | PDJ             |
| 3e              |        | Yoshimi Watanabe        | VP              |
| 4e              |        | Kenji Yamaoka (ja)      | PDJ             |
| 5e              |        | Toshimitsu Motegi       | PLD             |

## 46elégislature(2012-2014)
Au cours de la 46e législature, les députés de la préfecture de Tochigi furent les suivants :
| Circonscription | Député | Député             | Parti politique |
| --------------- | ------ | ------------------ | --------------- |
| 1re             |        | Hajime Funada (ja) | PLD             |
| 2e              |        | Kōya Nishikawa     | PLD             |
| 3e              |        | Yoshimi Watanabe   | VP              |
| 4e              |        | Tsutomu Satō       | PLD             |
| 5e              |        | Toshimitsu Motegi  | PLD             |

## 47elégislature(2014-2017)
Au cours de la 47e législature, les députés de la préfecture de Tochigi furent les suivants :
| Circonscription | Député | Député             | Parti politique |
| --------------- | ------ | ------------------ | --------------- |
| 1re             |        | Hajime Funada (ja) | PLD             |
| 2e              |        | Akio Fukuda (ja)   | PDJ             |
| 3e              |        | Kazuo Yana (ja)    | PLD             |
| 4e              |        | Tsutomu Satō       | PLD             |
| 5e              |        | Toshimitsu Motegi  | PLD             |

## 48elégislature(2017-2021)
Au cours de la 48e législature, les députés de la préfecture de Tochigi furent les suivants :
| Circonscription | Député | Député             | Parti politique |
| --------------- | ------ | ------------------ | --------------- |
| 1re             |        | Hajime Funada (ja) | PLD             |
| 2e              |        | Akio Fukuda (ja)   | SE              |
| 3e              |        | Kazuo Yana (ja)    | PLD             |
| 4e              |        | Tsutomu Satō       | PLD             |
| 5e              |        | Toshimitsu Motegi  | PLD             |

## 49elégislature(2021-2024)
Au cours de la 49e législature, les députés de la préfecture de Tochigi furent les suivants :
| Circonscription | Député | Député             | Parti politique |
| --------------- | ------ | ------------------ | --------------- |
| 1re             |        | Hajime Funada (ja) | PLD             |
| 2e              |        | Akio Fukuda (ja)   | PDC             |
| 3e              |        | Kazuo Yana (ja)    | PLD             |
| 4e              |        | Tsutomu Satō       | PLD             |
| 5e              |        | Toshimitsu Motegi  | PLD             |

## 50elégislature(depuis 2024)
Au cours de la 50e législature, les députés de la préfecture de Tochigi sont les suivants :
| Circonscription | Député | Député             | Parti politique |
| --------------- | ------ | ------------------ | --------------- |
| 1re             |        | Hajime Funada (ja) | PLD             |
| 2e              |        | Akio Fukuda (ja)   | PDC             |
| 3e              |        | Kazuo Yana (ja)    | PLD             |
| 4e              |        | Takao Fujioka (ja) | PDC             |
| 5e              |        | Toshimitsu Motegi  | PLD             |